# Isla Lamma
La isla Lamma (chino tradicional: 南丫岛; Nán yā dǎo), también conocida como Pok Liu Chau (chino tradicional: 博 寮 洲) o simplemente Pok Liu (chino tradicional: 博 寮), es la tercera isla más grande de la región administrativa especial de Hong Kong, China. Administrativamente, forma parte de las "Islas del Distrito".

## Geografía
La isla Lamma está ubicada al suroeste de la isla de Hong Kong. Tiene una superficie de 13,55 kilómetros² El pueblo en el norte se llama Yung Shue Wan (Banyan Tree Bay) y el pueblo oriental se llama Sok KWU Wan. Pocas personas viven en la parte sur de Lamma. El acceso a gran parte de esta parte es para ir de excursión o en barco privado. Sham Wan, un lugar importante para las tortugas marinas, se encuentra allí.
El monte Stenhouse es la montaña más alta de Lamma (353 metros sobre el nivel del mar), situado entre Sok KWU Wan y Sham Wan. Inusualmente las rocas con varias formas se pueden encontrar en todo este monte, y una caminata agotadora es necesario para tener acceso al lugar.

## Localidades
Las localidades en la isla Lamma incluyen:
- Luk Chau
- Mo Tat
- Pak Kok (北角)
- Sok Wan KWU
- Peng Tai
- Tai Yuen
- Tung O
- Wang long
- Yung Shue Ha
- Yung Shue Wan